# سو جونغ
سو جونغ (بالإنجليزية: Soo Yong)‏ هي ممثلة أمريكية، ولدت في 31 أكتوبر 1903 في الولايات المتحدة، وتوفيت في 1 أكتوبر 1984 بهونولولو في الولايات المتحدة.

## أعمال

### أفلام
- (1937) الأرض الطيبة
- (1955) جندي الحظ

## وصلات خارجية
- سو جونغ على موقع IMDb (الإنجليزية)
- سو جونغ على موقع أول موفي (الإنجليزية)
- سو جونغ على موقع قاعدة بيانات الأفلام السويدية (السويدية)
- سو جونغ على موقع قاعدة بيانات الفيلم (الإنجليزية)
- سو جونغ على موقع كينوبويسك (الروسية)